# نوبوکو جیجیما
نوبوکو جیجیما (ژاپنی: 麝嶋 伸子) بازیکن فوتبال اهل ژاپن است که از سال ۱۹۸۱ میلادی عضو تیم ملی فوتبال ژاپن بوده و در ۱ بازی ملی حضور داشته است. آخرین بازی ملی وی در تاریخ ۶ سپتامبر ۱۹۸۱ میلادی بود. نوبوکو جیجیما در بازی‌های ملی‌اش گلی به ثمر نرساند.

## امار تیم ملی
| سال  | بازی ها | گل ها | جمع |
| ---- | ------- | ----- | --- |
| 1360 | 1       | 0     | 1   |